# Toleranzbethaus (Lysá nad Labem)

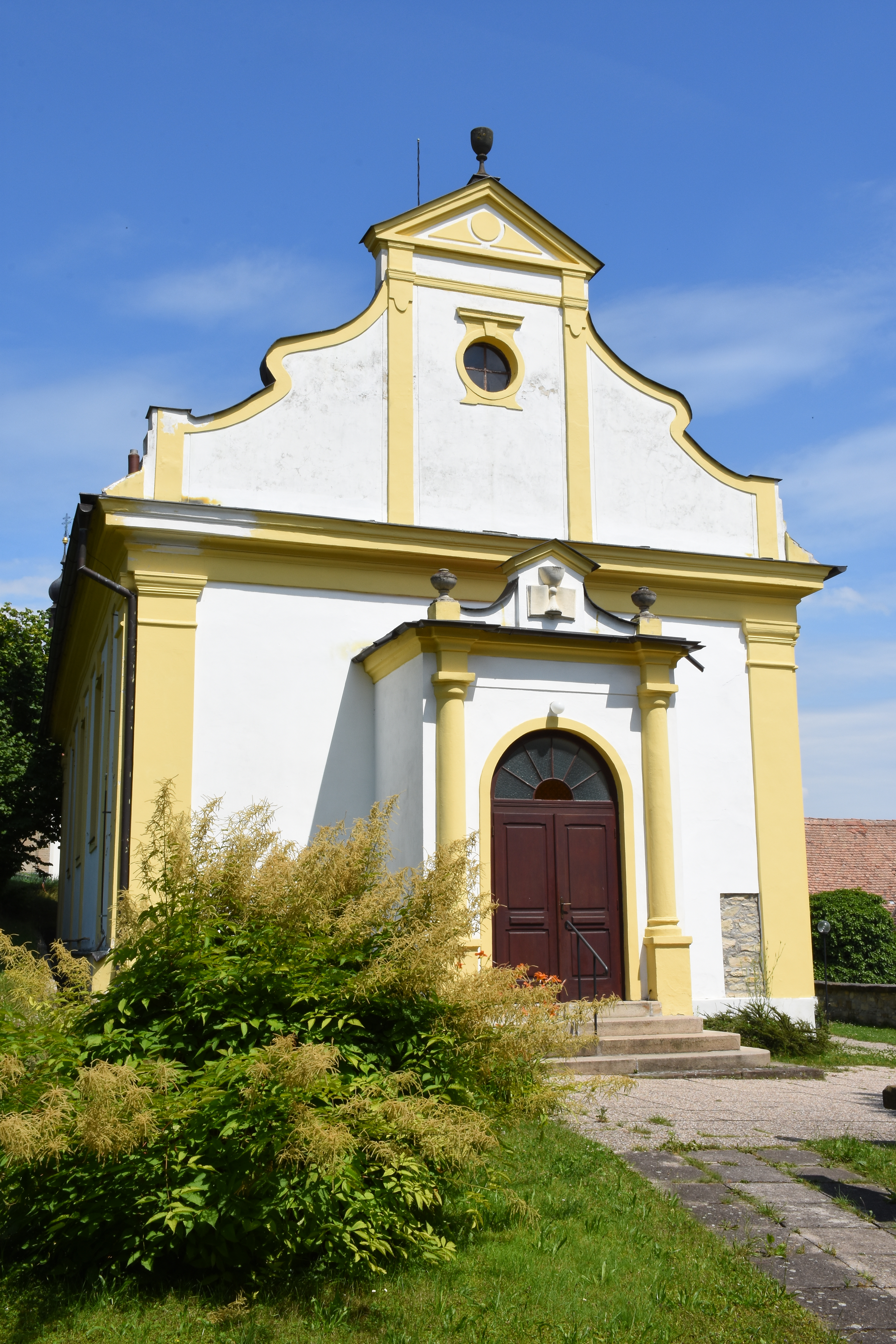
Reformiertes Toleranzbethaus in Lissa

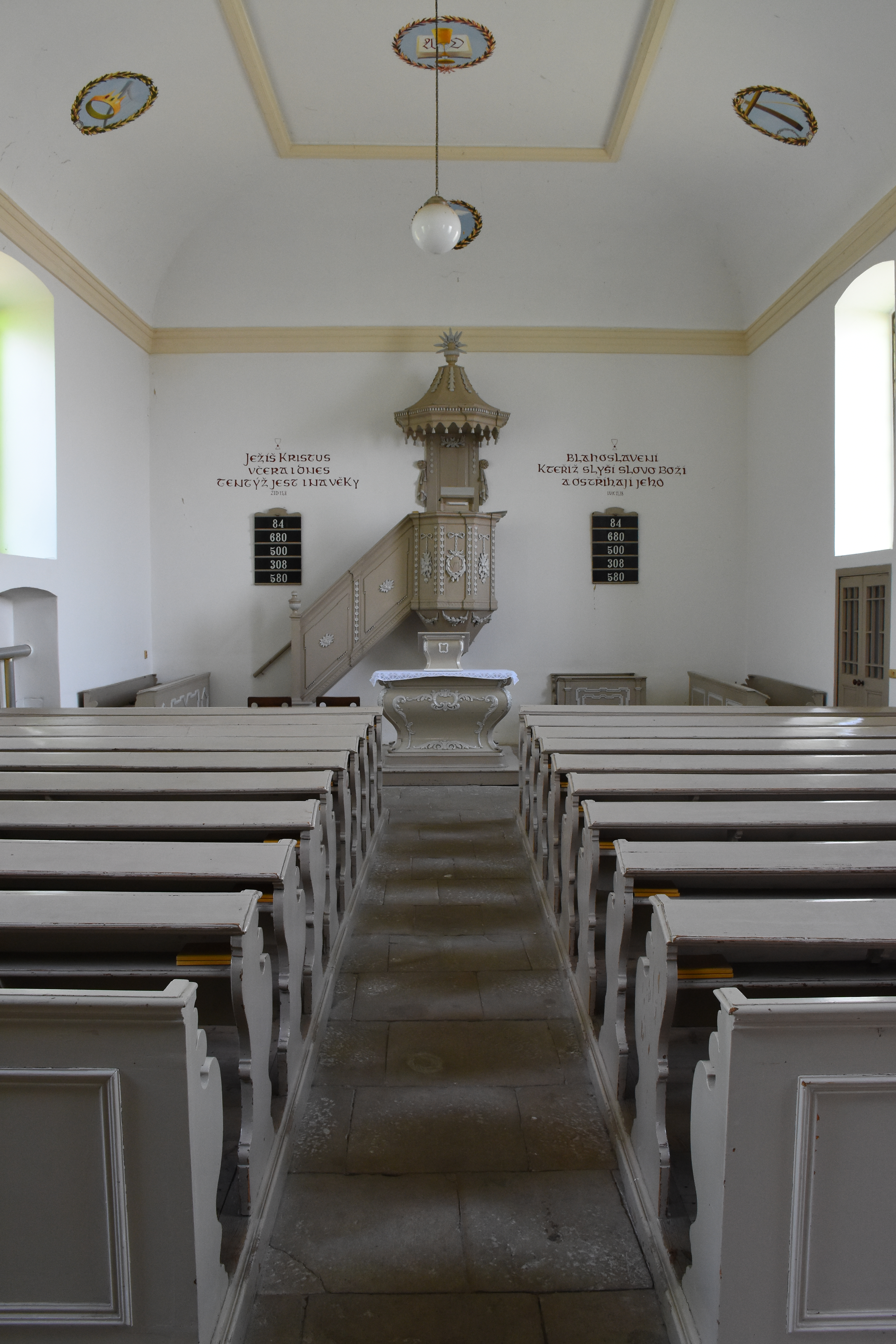
Kirchenraum

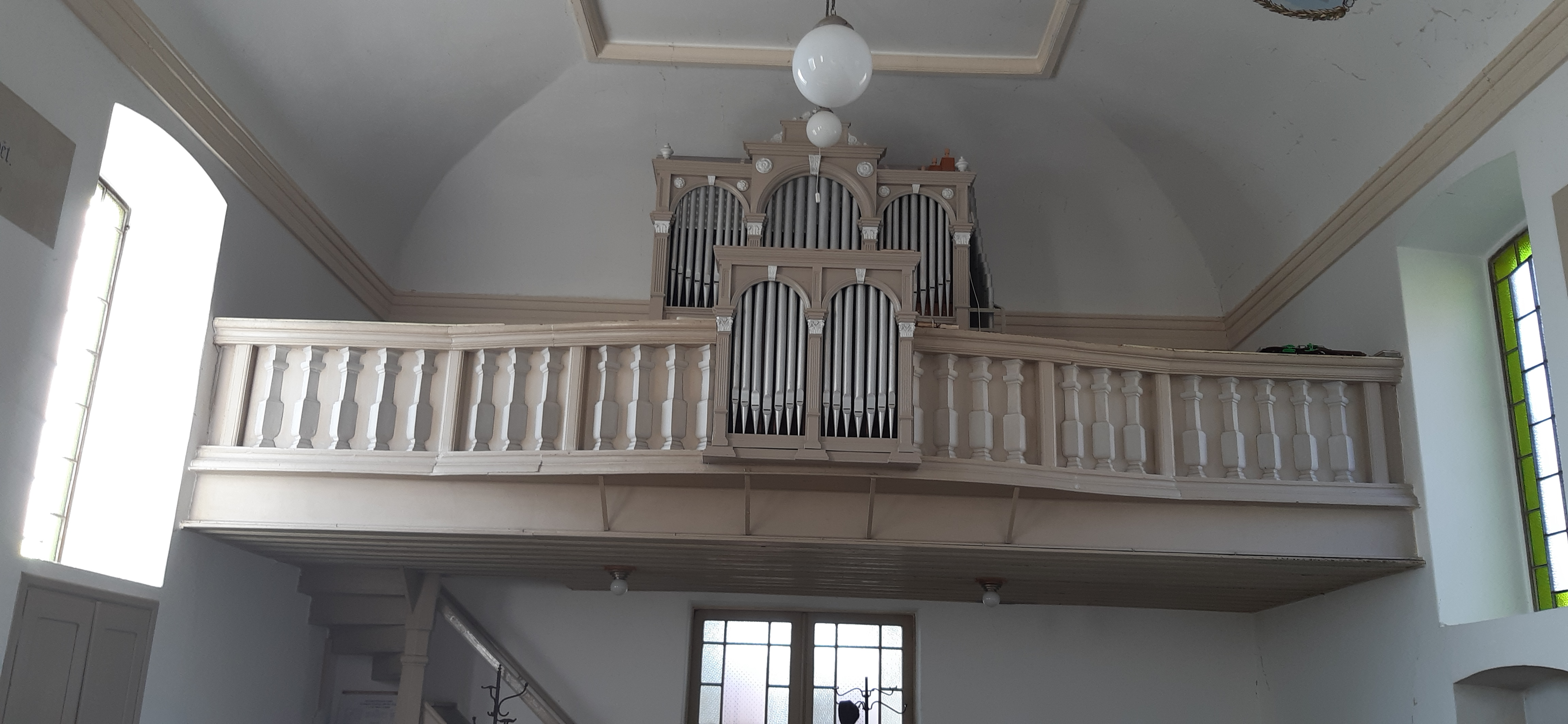
Orgelempore

Das Toleranzbethaus ist die reformierte Kirche von Lysá nad Labem (deutsch Lissa an der Elbe), einer Stadt im Okres Nymburk in Tschechien. Sie gehörte zur Evangelischen Superintendentur Helvetischen Bekenntnisses Böhmen, seit 1918 der Evangelischen Kirche der Böhmischen Brüder.

## Geschichte
Der während der Reformation evangelisch gewordene Ort Lissa an der Elbe hatte sich 1625 in einem bewaffneten Aufstand gegen die staatlicherseits geforderte Rekatholisierung gewehrt, wobei die emigrierten Protestanten anschließend 1630 im Kurfürstentum Sachsen das Dorf Lissa gründeten. Unmittelbar nach dem Erlass des josephinischen Toleranzpatents 1781 kam es bereits 1783 zur Gründung einer Reformierten Gemeinde, als deren erster Prediger der 1783 konvertierte Ungar Josef Szalay gewählt wurde. Unter seinem Nachfolger, dem als Übersetzer der protestantischen Trostschrift Labyrinth der Welt und Paradies des Herzens von Johann Amos Comenius ins Ungarische bekannten Štěpán Rimány, wurde am 28. Juni 1787 der Grundstein zum Bau der Kirche gelegt, in der am 20. Dezember 1789 der erste Gottesdienste gehalten werden konnte, der Kirchenbau selbst kam erst 1795 zum Abschluss. Nach Erlass des Protestantenpatents von 1861 durch Kaiser Franz Joseph I., das die Gleichstellung des Protestantismus mit der katholischen Konfession bewirkte, errichtete die Gemeinde unter ihrem Pfarrer Václav Hrozný ein Pfarrhaus und Schule.
1837 wurde das Bethaus durch einen Brand beschädigt, anschließend anstelle des bisherigen Walmdachs der Westgiebel errichtet. Ein umfassender Umbau erfolgte 1907 nach dem Projekt von Emil Prückner aus Nymburk, wobei die Fenster nach unten verlängert und im Innern die Decke angehoben sowie ein Portalvorbau zugefügt wurde. Zugleich wurde die Kanzel an die Ostseite über dem Altar positioniert.

## Architektur
Zusammen mit dem Pfarrhaus, der ehemaligen evangelischen Schule, dem Wirtschaftsgebäude und den Terrassengärten bildet die evangelische Kirche ein geschlossenes Bautenensemble in Nähe des Schlossparks von Lissa. Das Bethaus ist als ein rechteckiger klassizistischer pilastergegliederter Bau mit spätbarockem Schweifgiebel errichtet, bekrönt von dem für die Utraquisten wichtigen eucharistischen Symbol des Kelchs. Auch der Giebel des Vorbaus ist mit einem Relief aus Bibel und Kelch geziert.

## Ausstattung
Zur ursprünglichen Ausstattung des Betsaals gehört die im Jahr 1801 von dem Bürger Václav Tržický gestiftete und mit seinem Monogramm versehene Kanzel, die Kirchenbänke wurden 1803 von dem örtlichen Gutsherrn Graf Philip Sweerts-Sporck gestiftet. 1829 wurde eine Orgel erworben, das heutige einmanualige Instrument mit angehängtem Pedal und acht Registern schuf 1907 Jan Tuček in Kutná Hora.